# 80-as évek
(Az 1980-as évek eseményei itt olvashatók.)
- Évszázadok: i. e. 1. század · 1. század · 2. század

Évtizedek: 30-as évek · 40-es évek · 50-es évek · 60-as évek · 70-es évek · 80-as évek · 90-es évek · 100-as évek · 110-es évek · 120-as évek · 130-as évek
Évek: 80 · 81 · 82 · 83 · 84 · 85 · 86 · 87 · 88 · 89

## Események
- Máté evangéliumának keletkezési ideje a modern bibliakutatás szerint

## Híres személyek
- Titus Flavius Vespasianus római császár (79–81)
- Domitianus római császár (81–96)
- Szent Kelemen pápa (88?-97?)